# Divertimento K. 563
Le Divertimento en mi bémol majeur, K. 563, est un trio à cordes, écrit par Wolfgang Amadeus Mozart en 1788, l'année où il a écrit ses trois dernières symphonies et son Concerto pour piano n° 26 dit du « Couronnement ».
L'œuvre a été terminée à Vienne le 27 septembre 1788, et est dédiée à Johann Michael Puchberg, un frère en maçonnerie qui consentait généreusement des prêts à Mozart et à qui il avait déjà dédié les Trios avec piano en mi majeur K. 542 et en ut majeur K. 548. La création a eu lieu à Dresde le 13 avril 1789 avec Anton Teyber tenant la partie de violon, Mozart jouant de l'alto et Antonín Kraft du violoncelle. C'est au moment où Mozart faisait une tournée en Allemagne jusqu'à Berlin.
Le Divertimento est sans doute destiné à quelque réjouissance agrémentée de musique, et son retour à la vieille architecture galante des « cassations » offre un archaïsme savoureux, au lendemain des Symphonies nos. 39, 40 et 41 toutes modernes. D'une musique de salon mondaine, Mozart fait la plus expressive musique de chambre.
Jean-Victor Hocquard a noté le rôle comparable joué par un saut vers le haut suivi d'une redescente dans l’Adagio et par des motifs semblables dans les mouvements lents de deux autres œuvres de Mozart, le Quintette avec clarinette et la Sonate pour piano K. 533/494.

## Mouvements
Introduction de l'Allegro :
La lecture audio n'est pas prise en charge dans votre navigateur. Vous pouvez télécharger le fichier audio.
Introduction de l'Adagio :
La lecture audio n'est pas prise en charge dans votre navigateur. Vous pouvez télécharger le fichier audio.
Introduction du Menuetto : Allegretto :
La lecture audio n'est pas prise en charge dans votre navigateur. Vous pouvez télécharger le fichier audio.
Introduction de l'Andante :
La lecture audio n'est pas prise en charge dans votre navigateur. Vous pouvez télécharger le fichier audio.
Première reprise du second Menuetto : Allegretto :
La lecture audio n'est pas prise en charge dans votre navigateur. Vous pouvez télécharger le fichier audio.
Introduction de l'Allegro :
La lecture audio n'est pas prise en charge dans votre navigateur. Vous pouvez télécharger le fichier audio.
L'œuvre comporte six mouvements :
1. Allegro -  forme sonate, en mi bémol majeur, à , 187 mesures, 2 sections répétées 2 fois (mesures 1 à 73, mesures 74 à 187)
2. Adagio - forme sonate, en la bémol majeur, à 
, 125 mesures, section répétée 2 fois : mesures 1 à 44
3. Menuetto : Allegretto et Trio - A–B–A, en mi bémol majeur, à 
, 65 + 45 mesures,
4. Andante - thème et 4 variations, en si bémol majeur, à 
, 213 mesures
5. Menuet : Allegretto - avec deux trios différents (A–B–A–C–A), en mi bémol majeur, trio I en la bémol majeur, trio II en  si bémol majeur, à 
, 114 mesures, menuet : mesures 1 à 28, Trio I mesures 29 à 62, Trio II mesures 63 à 91, Coda 92 à 114
6. Allegro - en mi bémol majeur, à 
, 291 mesures

Durée : environ 41 à 50 minutes.